# 振子運動
振子運動（ふりこうんどう、英: pendular movement）とは、収縮部と弛緩部が隣り合って存在し、それぞれが交代する運動である。分節運動とよく似ているが、振子運動は縦走筋の収縮によっておこる。

## 運動
小腸の縦走筋が収縮、弛緩することによって、腸管が長軸方向にそって伸縮する、いわゆる蛇腹運動で、食物の混和と輸送に役立つ。
生理的意義はない。